# Jerzy Bokłażec
Jerzy Bokłażec, ps. „Pazurkiewicz”, (ur. 1918, zm. 2 lutego 1945 w Lidzie) – oficer Armii Krajowej. 

## Życiorys
W stopniu podporucznika dowodził kompanią w IV batalionie 77. pułku piechoty AK. (do kwietnia 1944 r.), po lipcu 1944 r. jeden z zastępców ppor. „Ragnera”. Ujęty przez NKWD w nocy 27/28 listopada 1944 r. wraz z Janem Szumskim, powieszony w publicznej egzekucji w Lidzie w lutym 1945 r.
Wśród świadków aresztowania Jerzego Bokłażca był jego brat, Ryszard.